# Martin Dempsey
Martin E. Dempsey (sinh ngày 14 tháng 3 năm 1952) là một đại tướng Lục quân Hoa Kỳ và chủ tịch Hội đồng tham mưu trưởng thứ 18 của liên quân Hoa Kỳ. Trước đây ông đã giữ chức vụ tham mưu trưởng Lục quân Hoa Kỳ thứ 37 từ 11 tháng 4 năm 2011, đến tháng 7, năm 2011. Trước đó nữa, ông giữ chức vụ tướng chỉ huy Bộ Tư lệnh Tư tưởng chiến lược và Huấn luyện Lục quân Hoa Kỳ từ 08 tháng 12 năm 2008, đến tháng 11 năm 2011, là quyền Tư lệnh Trung ương Hoa Kỳ từ 24 tháng 3 năm 2008, đến 30 tháng 10 năm 2008, là phó Tư lệnh Trung ương Hoa Kỳ, từ tháng 8 năm 2007 đến ngày đến 28 tháng 3 năm 2008, và là Tư lệnh Bộ Tư lệnh chuyển tiếp an ninh đa quốc gia - Iraq (MNSTC-I), từ tháng 8 năm 2005 đến tháng 8 năm 2007. Là chủ tịch Tổng tham mưu liên quân, Dempsey là sĩ quan có cấp bậc cao nhất trong Quân đội Hoa Kỳ.

## Tiểu sử
Dempsey sinh ngày 14 tháng 3 năm 1952, ông đã học Trường trung học Công giáo John S. Burke ở Goshen, bang New York, và tự coi mình là một người Mỹ gốc Ireland. Sau khi tốt nghiệp trung học, Dempsey theo học Học viện Quân sự West Point Hoa Kỳ và tốt nghiệp Lớp 1974. Trong lớp học của ông có ba vị tướng bốn sao khác trong tương lai, David Petraeus, Walter L. Sharp và Keith B. Alexander. Ông có bằng thạc sĩ văn chương từ Đại học Duke, nơi ông đã viết một luận án về sự hồi sinh văn học Ireland. Bốn vị ông bà nội ngoại của Dempsey sinh ra ở các hạt Sligo, Donegal, Mayo và Roscommon tại Ireland. Ông đã học được một ít tiếng Gaeilge và trả qua mùa hè của mình ở Ireland khi còn là một đứa trẻ.